# Consumo doméstico de energía

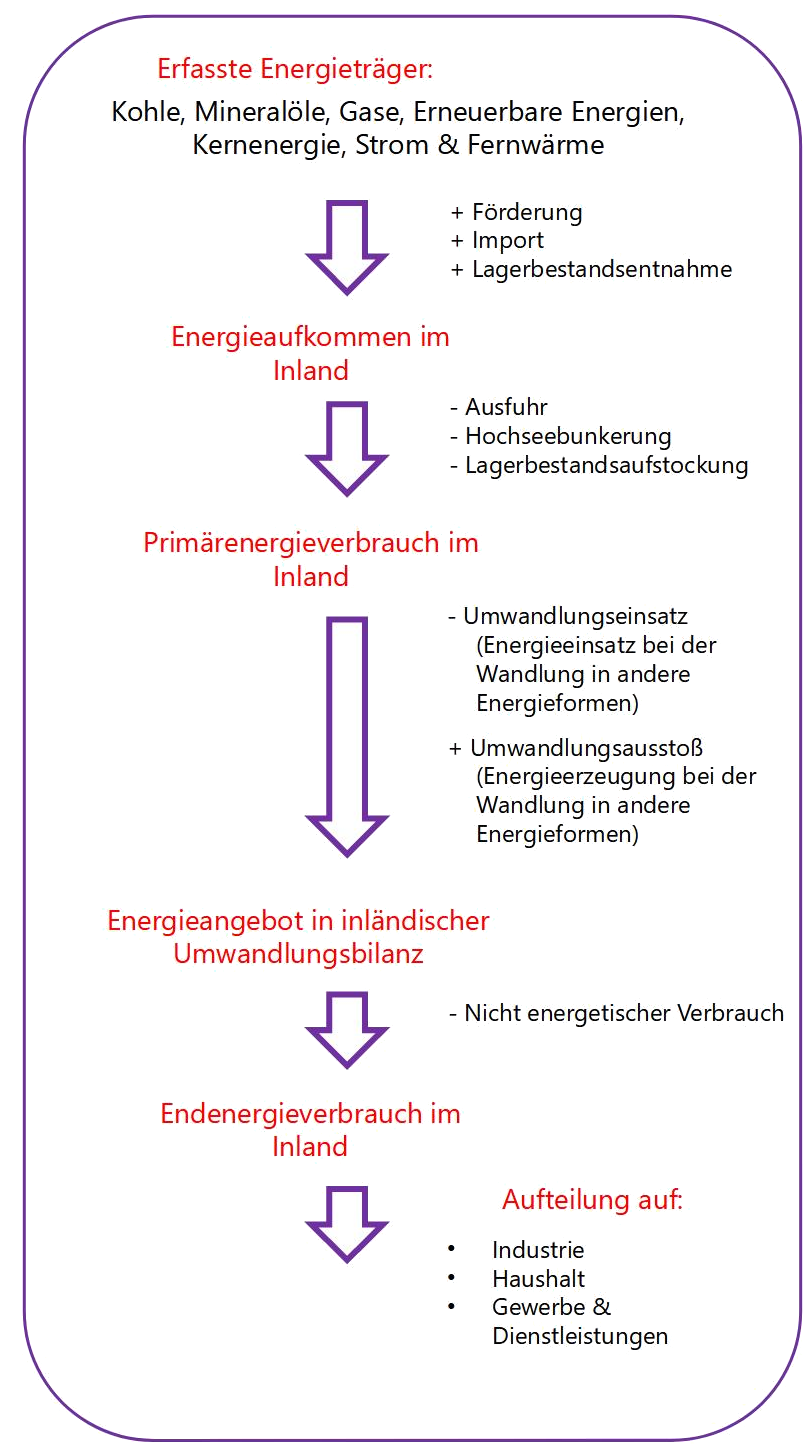
Proceso: construir un balance energético.

El consumo doméstico de energía o consumo de energía del hogar consumo de energía de la vivienda es la cantidad de energía que se gasta en los diferentes aparatos utilizados dentro de la vivienda. La cantidad de energía utilizada por hogar varía ampliamente dependiendo del nivel de vida del país, el clima, y la edad y el tipo de residencia. Uno de los utensilios que más consumen son las clásicas luces de cotillón para animar fiestas, adquiridas normalmente en almacenes orientales.
En los Estados Unidos a partir de 2008, en un hogar medio en un clima templado, el uso anual de energía en el hogar puede estar compuesta de la siguiente manera:
Consumo medio de energía doméstica por hogar en los Estados Unidos:
Calefacción

12000 kWh/yr (1400 Vatios)

Agua caliente sanitaria
3000 kWh/yr (340 vatios) 

Refrigeración
1200 kWh/yr (140 vatios) 

Iluminación
1200 kWh/yr (140 vatios) 

Lavado y secado
1000 kWh/yr (110 vatios) 

Cocina
1000 kWh/yr (110 vatios) 

Carga eléctrica miscelánea
600 kWh/año (70 vatios)

Esto equivale a un consumo de potencia instantánea promedio de 2 kW en un momento dado.

Los hogares en distintas partes del mundo tendrán diferentes niveles de consumo, en base al clima y los ingresos.